# Dante Secchi
Dante Secchi, född 14 augusti 1910 i Livorno, död 17 februari 1981 i Livorno, var en italiensk roddare.
Secchi blev olympisk silvermedaljör i åtta med styrman vid sommarspelen 1936 i Berlin.